# 莫拉-迪巴里
莫拉-迪巴里（義大利語：Mola di Bari），是意大利普利亚大区巴里廣域市的一个市镇。总面积50平方公里，人口26333人，人口密度526.7人/平方公里（2009年）。ISTAT代码为072028。